# Podgorje Jamničko
Podgorje Jamničko is een plaats in de gemeente Pisarovina in de Kroatische provincie Zagreb. De plaats telt 10 inwoners (2001).